# Ole Torvalds
Ole Torvalds (* 4. August 1916 in Ekenäs; † 8. Februar 1995 in Turku) war ein finnlandschwedischer Poet, Journalist und Übersetzer. Er ist der Vater von Nils Torvalds und Großvater von Linus Torvalds. Sein vollständiger Name war Ole Torvald Elis Saxberg, aber er wurde auch Karanko, nach seinem Vater Toivo T. Karanko, genannt. 1935, als er zum Studium nach Helsingfors (finnisch Helsinki) umzog, änderte er seinen Namen in Torvalds.

## Leben
Ole Torvalds begann seine Journalistenkarriere als Chefredakteur der Tageszeitung Västra Nyland in Ekenäs, wo er von 1941 bis zum Ende des Zweiten Weltkrieges blieb. 1944 ist er mit dem Literaturpreis der Zeitung Svenska Dagbladet ausgezeichnet worden (den Preis teilten sich Harry Martinson, Lars Ahlin und Elly Jannes). Er war mit Märta von Wendt verheiratet und bekam mit ihr drei Kinder. In Gamlakarleby (heute Karleby) arbeitete Torvalds ab Herbst 1947 als Redakteur der Zeitung Österbottningen. Im Sommer 1948 wurde die Ehe mit seiner Frau geschieden. Im gleichen Jahr heiratete er Meta Torvalds (geb. Gyllenberg) mit der zwei weitere Kinder hatte. Wenig später arbeitete Torvalds als Redakteur der Zeitung Åbo Underrättelser, deren Chefredakteur er von 1958 bis 1967 und Kulturredakteur von 1968 bis 1981 war. 1978 erhielt er die Ehrendoktorwürde der Åbo Akademi.
Der Meta-und-Ole-Torvald-Preis ist nach Ole Torvalds und seiner Frau Meta benannt.

## Werke
- Vi sjunger inte för dem, 1939
- Ointagligt land, 1942
- Hemligt medansvar, 1944
- Svår glädje, 1946
- Strängar av aska, 1954
- Mellan is och eld, 1957
- Vid källorna, 1961
- Speglingar i en å, 1972
- Livstecken, 1986
- Vågmärken, 1988

## Übersetzungen
Torvalds übersetzte finnische, englische und deutsche Literatur ins Schwedische, u. a.:
- Hangö fästning, Reino Aaltonen
- Ett sekel till havs, Effoas hundra första år 1883-1983, Paavo Haavikko
- Nio mans stövlar, Pentti Haanpää
- Efter applåderna, Kosti Vehanen
- Sinuhe, egyptiern, Mika Waltari

## Auszeichnungen (Auswahl)
- 1944 Literaturpreis der Zeitung Svenska Dagbladet
- 1955 Karl-Emil-Tollander-Preis
- 1957 Publicistpriset